# Montpelier (stacja kolejowa)
Montpelier – stacja kolejowa w Bristolu na linii kolejowej Severn Beach Line, 4 km od stacji Bristol Temple Meads. Obsługuje dzielnicę Ashley Down i centrum handlowe Gloucester Road.

## Ruch pasażerski
Stacja obsługuje ok. 91 758 pasażerów rocznie (dane za rok 2021/2022). Ma bezpośrednie połączenia z  Bristol Parkway i Severn Beach. Pociągi odjeżdżają ze stacji w odstępach godzinnych w każdą stronę.

## Obsługa pasażerów
Przystanek autobusowy. Stacja nie ma parkingu samochodowego, ma natomiast miejsce parkingowe dla czterech rowerów. Odprawa podróżnych odbywa się w pociągu.